# National League 1885
National League 1885 var den tiende sæson i baseballligaen National League, og ligaen havde deltagelse af otte hold, der hver skulle spille 112 kampe i perioden 30. april – 10. oktober 1885. I forhold til sæsonen før havde Cleveland Blues forladt ligaen for at blive fusioneret med Brooklyn Grays i American Association. I stedet optog ligaen St. Louis Maroons fra Union Association.
Mesterskabet blev vundet af Chicago White Stockings, som vandt 87 og tabte 25 kampe, og som dermed vandt National League for femte gang – de første gange var i 1876, 1880, 1881 og 1882.

## Resultater
| Plac. | Hold                    | Kampe | Vundne | Uafgj. | Tabte | Proc.  |
| ----- | ----------------------- | ----- | ------ | ------ | ----- | ------ |
| 1.    | Chicago White Stockings | 113   | 87     | 1      | 25    | 77,7 % |
| 2.    | New York Giants         | 112   | 85     | 0      | 27    | 75,9 % |
| 3.    | Philadelphia Phillies   | 111   | 56     | 1      | 54    | 50,9 % |
| 4.    | Providence Grays        | 111   | 53     | 1      | 57    | 48,2 % |
| 5.    | Boston Beaneaters       | 113   | 46     | 1      | 66    | 41,1 % |
| 6.    | Detroit Wolverines      | 108   | 41     | 0      | 67    | 38,0 % |
| 7.    | Buffalo Bisons          | 113   | 38     | 1      | 74    | 33,9 % |
| 8.    | St. Louis Maroons       | 111   | 36     | 3      | 72    | 33,3 % |